# Покажчик курсу

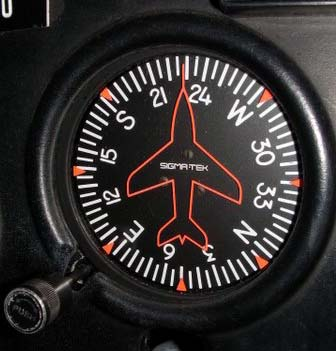
Покажчик курсу на легкому літаку.

Покажчик курсу — пілотажний прилад, який використовується на літаках для того, щоб повідомити пілота про курс літака. Іноді його називають гірополукомпасом.

## Застосування
Основним засобом встановлення курсу у більшості невеликих літаків є магнітний компас, який, однак, має декілька типів можливих похибок, включаючи ті, що виникають внаслідок схилення магнітного поля Землі. Помилка зчитування показань магнітного компаса виникає щоразу, коли літак знаходиться в крені, або під час прискорення чи уповільнення, через що такий компас важко використовувати в будь-яких польотних умовах, відмінних від неприскореного, абсолютно прямого рівного польоту. Для уникнення цього, пілот зазвичай буде виконувати маневри використовуючи покажчик курсу, оскільки гіроскопічний покажчик курсу не дає похибку при прискоренні і не має відхилень як компас. Пілот періодично підлаштовує показання покажчика курсу відповідно до курсу на магнітному компасі.

## Принцип роботи
Покажчик курсу працює за допомогою гіроскопа, закріпленого за допомогою корекційного механізму, щоб зберігати горизонт літака, тобто фіксує поздовжню і поперечну вісь літака. Таким чином, будь-яке горизонтальне положення літака, яке не збігається з локальною горизонталлю Землі призводить до відхилення гіроскопа на підвісі. Покажчик курсу розміщено так, що лише його горизонтальна вісь використовується для відображення на дисплеї, який складається із кругового компасу із каліброваною шкалою в градусах. Гіроскоп розкручується електрично або за допомогою відфільтрованого потоку потоку від вакуумного насоса, що проводиться в дію від двигуна літака. Оскільки Земля обертається (ω, 15° в годину), і через малі помилки, викликані тертям і неідеальним балансуванням гіроскопа, покажчик курсу буде дрейфувати з часом, і його початкове значення має бути скинуте в нуль відповідно до компаса. Наявний дрейф можна оцінити як ω на sin від широти і таким чином буде збільшуватись біля полюсів. Інший різновид наявного дрейфу залежить від транспортного блукання, де рухи літака істотно додаватимуть або зменшуватимуть ефект обертання Землі і впливати на гіроскоп.